# ویلیام اچ. ولز
ویلیام اچ. ولز (به انگلیسی: William H. Wells) سناتور سابق عضو حزب فدرالیست (آمریکا) بود. وی در سال ۱۷۹۹ تا ۱۸۰۴ و ۱۸۱۳ تا ۱۸۱۷ میلادی سناتور ایالت دلاویر در سنای ایالات متحده آمریکا بود.